# Aduvalli, Belur
Aduvalli là một làng thuộc tehsil Belur, huyện Hassan, bang Karnataka, Ấn Độ.